# 安華·艾加斯
安華·艾加斯（荷蘭語：Anwar El Ghazi；1995年5月3日—），荷蘭足球運動員，司職翼鋒，曾效力於英冠球隊卡迪夫城。

## 生涯
艾加斯是摩洛哥裔荷蘭人，生於荷蘭巴倫德雷赫特。2013年，加入阿積士青訓學院，曾代表阿積士出戰歐洲青年聯賽，由於表現出眾，很快升上一隊。2014/2015年球季，首次為阿積士一隊上陣。2015年10月，首次為荷蘭國家隊在歐洲國家盃外圍賽上陣。2017年1月，以800萬歐元轉會法甲里爾。
2018年8月22日，艾加斯租借一個賽季至英冠俱樂部阿斯頓維拉，其中包括購買條款。
2019年6月10日，阿斯頓維拉買斷艾加斯並簽署了一份為期四年的合同，費用未公開。

## 榮譽

### 球會
阿斯頓維拉
- 英格蘭足球冠軍聯賽附加賽冠軍：2019年
- 英格蘭足球聯賽盃亞軍：2019-20賽季

## 外部連結
- Soccerway資料庫：安華·艾加斯